# Abarema abbottii
Abarema abbottii és una espècie de llegum de la família Fabaceae. Es troba només a la República Dominicana i es limita als boscos de fulla ampla en sòls calcàris.

## Taxonomia
Abarema abbottii va ser descrita per (Rose i Leonard) Barneby i J.W.Grimes i publicat en Memoirs of The New York Botanical Garden 74(1): 105. 1996.

## Sinonimia
- Jupunba abbottii (Rose & Leonard) Britton & Rose
- Pithecellobium abbottii Rose & Leonard[3]